# La Cerise sur le gâteau
Cet article possède un paronyme, voir La Cerise sur le gâteux.
Pour plus de détails, voir Fiche technique et Distribution.
La Cerise sur le gâteau (Ciliegine) est une comédie romantique franco-italien réalisée par Laura Morante et sortie en 2012.

## Synopsis
Amanda souffre d’androphobie, une véritable peur envers la gente masculine, qui la pousse à détruire systématiquement toute histoire d’amour destinée à devenir sérieuse. Florence, sa meilleure amie, rêve de la voir s’engager dans une relation sentimentale stable et harmonieuse. Elle insiste pour qu’Amanda ne reste pas seule chez elle le soir du nouvel an, et n’obtient gain de cause qu’après lui avoir juré que tous les autres invités seront en couple, à l’exception de Maxime, un collègue homosexuel. Mais Maxime part à la dernière minute rejoindre son amant à Amsterdam, et Antoine, fraîchement séparé de sa femme, débarque seul à la soirée.

## Fiche technique
- Titre français : La Cerise sur le gâteau
- Titre italien : Ciliegine
- Réalisation : Laura Morante
- Scénario : Laura Morante, Daniele Costantini et Georges Claisse (adaptation française)
- Musique : Nicola Piovani
- Photographie : Maurizio Calvesi
- Montage : Esmeralda Calabria
- Casting : Nicolas Ronchi
- Son : Yves-Marie Omnes
- Costumes : Agata Canizzaro
- Décors : Pierre-François Limbosch
- Décor plateau : Geraldine Laferte
- Production : Bruno Pesery
- Sociétés de production : Maison de Cinema (coprod.), Soudaine Compagnie (coprod.), Nuts & Bolts Productions (coprod.), Cofinova 7 (SOFICA)
- Format :  couleur - 1,85:1 - 35 mm
- Pays de production:  France et  Italie
- Genre : comédie romantique
- Durée : 83 minutes
- Date de sortie : France : 2 mai 2012

## Distribution
- Laura Morante : Amanda
- Pascal Elbé : Antoine
- Isabelle Carré : Florence
- Samir Guesmi : Maxime
- Patrice Thibaud : Hubert
- Frédéric Pierrot : Bertrand
- Loucilia Clément : Noémie
- Ennio Fantastichini : M. Faysal
- Vanessa Larré : Valérie
- Georges Claisse : le psychanalyste d'Antoine
- Nadia Fossier : Mathilde
- Yves Verhoeven : Victor
- Elisabeth Catroux : Fabienne
- Emmanuelle Galabru : Béatrice
- Frédéric Moulin : Bruno
- Mathilda Vives : Claire
- Louis-Charles Finger : Léo
- José Fumanal : François
- Sandrine Le Berre : Anne-Lise
- Martin Bonjean : Frédéric
- Yves Buchin : l'agent immobilier
- Yvonnick Muller et Morgan Brudieux : les amis gays
- Sophie-Charlotte Husson : Marie-Christine
- Gauthier de Crépy : le type de la boulangerie
- Jeanne Bertin Boussu : la vendeuse
- Thierry Chauvin : le serveur
- Anne Mano : la fiancée de Bertrand